# Erucasäure
Die Erucasäure (auch: Erukasäure) ist eine einfach ungesättigte Fettsäure, die sich in größerer Menge in den Samen von Kreuzblütlern (Brassicaceae), einigen alten Rapssorten, Rübsen und Meerkohlarten findet. In den alten Rapsöl-Sorten war ihr Anteil höher als in modernen. Sie findet sich auch im Brokkolisamenöl und im Senföl und kommt in Seetier- und Fischölen vor.

## Struktur und Eigenschaften

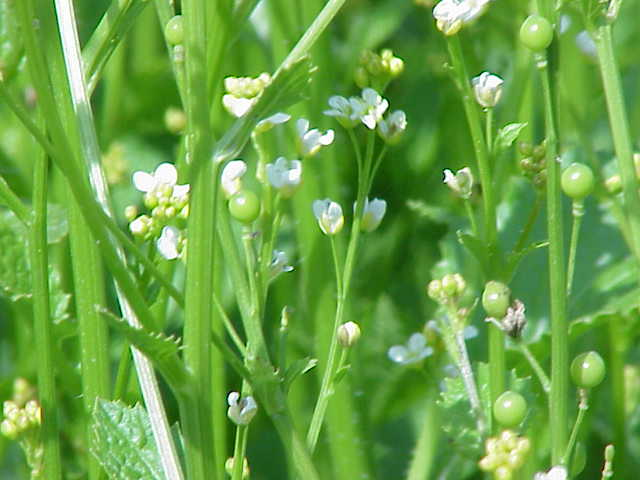
Abessinischer Meerkohl (Crambe abyssinica)

Erucasäure ist ein weißer, kristalliner Feststoff der bei 33,5 °C schmilzt und bei 358 °C siedet. Mit einer Dichte von 0,86 g/cm3 ist Erucasäure leichter als Wasser, in dem sie unlöslich ist. In Alkoholen wie Methanol oder Ethanol ist sie löslich.
Das Molekül, das aus einer Kette von 22 Kohlenstoffatomen besteht, hat genau eine Doppelbindung und ist – wie alle Fettsäuren – eine Carbonsäure. Das trans-Isomer der Erucasäure ist die Brassidinsäure.

## Verwendung
Erucasäure wird zur Herstellung von Emulgatoren, von oberflächenaktiven Substanzen und anderen Chemikalien verwendet, die beispielsweise Schmiermitteln zugesetzt werden. Ihr Methylester Methylerucat wird als Bezugssubstanz für die Gaschromatographie verwendet.
Lorenzos Öl, eine Mischung aus Glycerintrioleat und Glycerintrierucat (den Triglyceriden der Ölsäure und der Erucasäure), soll bei Fettstoffwechselstörungen (Adrenoleukodystrophie, Adrenomyeloneuropathie) die Bildung von langkettigen gesättigten Fettsäuren im menschlichen Körper reduzieren.

## Biologische Bedeutung
Erucasäure wird vom Oxidationssystem der Mitochondrien schlechter abgebaut als andere Fettsäuren. Wie auch andere langkettige Fettsäuren blockiert Erucasäure vermutlich einige der beteiligten Enzyme, sodass auch andere Fettsäuren langsamer abgebaut werden.
Da Erucasäure ernährungstechnisch problematisch ist (pathologische Veränderung des Herzmuskels, Herzverfettung und Verursachung von Wachstumsverzögerungen im Tierversuch), konnte Raps früher nicht zur Herstellung von Speiseöl (Rüböl) verwendet werden. Erst die Züchtung von erucasäurearmen (0,1 bis 1,5 %) Rapssorten, dem sogenannten „0- und 00-Raps“ (auch LEAR, low erucic acid rapeseed), machte dies möglich. Im Senföl, das in Indien bis heute verwendet wird, ist die Säure ebenfalls enthalten; dort scheint der Verzehr nicht mit negativen Auswirkungen auf die Gesundheit verbunden zu sein. Allerdings gibt es mittlerweile erucasäurearme Senfsorten mit einem Erucasäureanteil von 1,1 %, die als Lebensmittel unbedenklich sind.
Sehr hohe Dosen von Erucasäure führen zu Herzmuskelverfettung. Insbesondere aus Versuchen mit Ratten, die aber vermutlich einen anderen Fettstoffwechsel als Schweine, Primaten und Menschen haben, sind Schäden des Herzens bekannt. Es gibt aber keinen bekannten Zusammenhang zwischen dem Verzehr von Rapsöl und Herzschäden beim Menschen, sodass die Obergrenze für die tolerierbare Tagesdosis anhand von Tierversuchen abgeschätzt wird. Sie liegt bei 500 mg Erucasäure pro Tag für einen Erwachsenen. Selbst beim häufigen Verzehr von Rapsöl, der aufgrund des hohen Anteils von ungesättigten Fettsäuren vorteilhaft sein kann, und von Rapsölprodukten wird diese Dosis nicht erreicht, wenn der Anteil von Erucasäure an den Fettsäuren kleiner ist als 2 %.

## Lebensmittelrechtliche Regelung
In der EU werden die Höchstmengen an Erucasäure in Lebensmitteln durch die Verordnung (EG) Nr. 2023/915 geregelt. In Pflanzlichen Ölen und Fetten, die für den Endverbraucher oder zur Verwendung als Zutat in Lebensmitteln in Verkehr gebracht werden, darf der Gehalt an Erucasäure maximal 20 g/kg, in Leindotteröl, Senföl und Borretschöl maximal 50 g/kg und in Senf maximal 35 g/kg betragen. Durch die Delegierte Verordnung (EU) 2016/127 wird der Höchstgehalt an Erucasäure in Säuglingsanfangsnahrung und Folgenahrung auf 0,4 % des Fettgehaltes festgelegt.

## Nachweis
Der Nachweis und die Gehaltsbestimmung von Erucasäure wird in der Regel durch Gaschromatographie des Methylesters durchgeführt; ergänzend kann eine Trennung der ungesättigten Isomere mit Silbernitrat-Dünnschichtchromatographie erfolgen.